# 豐島新熱䲁
豐島新熱䲁（學名：Neoclinus toshimaensis），為條鰭魚綱䲁形目煙管䲁科新熱䲁屬的一個種，分布於西北太平洋日本海域，深度3至27公尺，體長可達7公分，棲息在潮間帶，通常躲在空的藤壺殼，以藻類為食，雌魚產附著性卵，雄魚會守護卵，生活習性不明。